# 諫早市立本野小学校
諫早市立本野小学校（いさはやしりつ もとのしょうがっこう）は、長崎県諫早市本野町にある公立小学校。

## 概要
歴史
1872年（明治5年）に開校した「中本明小学校」と1875年（明治8年）に開校した「大渡野小学校」を前身とする。1875年を創立年としている。
学校教育目標
「仲良く支え合う子、よく考えくふうする子、明るく元気な子」
校章
桜の花弁を背景にして、中央に校名の「本野」の文字（縦書き）を置いている。
校歌
歌詞は3番まであり、各番に校名の「本野小学校」が登場する。
校区
諫早市本野地区（本野町、富川町、湯野尾町、上大渡野町、下大渡野町、本明町＜一部＞）。中学校区は諫早市立明峰中学校。

## 沿革
前史
旧・中本明小学校
- 1872年（明治5年）- 学制が頒布される。中本明村に「中本明小学校」が創立。
- 1874年（明治7年）10月29日 - 中本明小学校が正式に長崎県によって「第五大学区長崎県管下第一中学区の小学校」として認可される[3]。
- 1886年（明治19年）9月 - 小学校令の施行により、尋常科（修業年限4年）を設置の上、「尋常中本明小学校」に改称。
- 1889年（明治22年）4月1日 - 町村制の施行により本野村立の小学校となる。（中本明村と大渡野村が合併し本野村となる）
- 1891年（明治24年）4月 - 簡易湯野尾小学校を統合。
- 1892年（明治25年）4月 - 「中本明尋常小学校」に改称（「尋常」の位置が変更になる）。
- 1908年（明治41年）4月 - 小学校令の改正により、義務教育年限（尋常科の修業年限）が4年から6年に延長されたため、尋常科5年を設置。
- 1909年（明治42年）4月 - 尋常科6年を設置。

旧・大渡野小学校
- 1875年（明治8年）- 大渡野村に「大渡野小学校」が創立[1]。
- 1886年（明治19年）9月 - 小学校令の施行により、尋常科（修業年限4年）を設置の上、「尋常大渡野小学校」に改称。
- 1889年（明治22年）4月1日 - 町村制の施行により本野村立の小学校となる。（大渡野村と中本明村が合併し本野村となる）
- 1892年（明治25年）4月 - 「大渡野尋常小学校」に改称（「尋常」の位置が変更になる）。
- 1908年（明治41年）4月 - 小学校令の改正により、義務教育年限（尋常科の修業年限）が4年から6年に延長されたため、尋常科5年を設置。
- 1909年（明治42年）4月 - 尋常科6年を設置。

旧・湯野尾小学校
- 1875年（明治8年）-　中本明村湯野尾に「湯野尾小学校」が創立。
- 1886年（明治19年）9月 - 小学校令の施行により、簡易科（修業年限3年）を設置の上、「簡易湯野尾小学校」に改称。
- 1889年（明治22年）4月1日 - 町村制の施行により本野村立の小学校となる。
- 1891年（明治24年）4月 - 中本明尋常小学校に統合され閉校。

統合・本野小学校
- 1914年（大正3年）4月1日 - 大渡野尋常小学校と中本明尋常小学校を統合の上、高等科を併置し「本野尋常高等小学校」となる（尋常科6年・高等科2年）。
- 1940年（昭和15年）9月1日 - 諫早市の発足[4]に伴い、諫早市立の小学校となる。
- 1941年（昭和16年）4月1日 - 国民学校令の施行により、「諫早市本野国民学校」に改称。尋常科を初等科に改める（初等科6年・高等科2年）。
- 1947年（昭和22年）4月1日 - 学制改革（六・三制の実施）が行われる。
  - 国民学校の初等科が改組され、「諫早市立本野小学校」（現校名）となる。分教場2校を「分校」に改称。
  - 国民学校の高等科が改組され、新制中学校「諫早市立本野中学校」が発足。独立校舎が完成するまでの間、小学校に併設される。
- 1957年（昭和32年）7月 - 諌早大水害により被災。
- 1959年（昭和34年）- 鉄筋コンクリート造3階建ての新校舎が完成。
- 1960年（昭和35年）- 校門が完成。
- 1962年（昭和37年）- 頌徳碑を再建。
- 1964年（昭和39年）- 給食室が完成し完全給食を開始。
- 1965年（昭和40年）4月 - 特殊学級を設置。
- 1966年（昭和41年）4月 - 諫早市指定家庭教育学級を開設。
- 1972年（昭和47年）4月 - 赤水地区に通学専用バスの運行を開始。
- 1975年（昭和50年）- 体育館・プールが完成。
- 1985年（昭和60年）
  - 3月31日 - 諫早市立本野中学校が閉校（新設の諫早市立明峰中学校に統合された）。
  - この年 - 本野中学校跡地が運動場として移管される。
- 1990年（平成2年）- 諫早市市制施行50周年を記念してタイムカプセルを設置。
- 2001年（平成13年）- パソコン室を設置。
- 2012年（平成24年）- 体育館の耐震補強工事を実施。

## アクセス
最寄りのバス停
- 県営バス 本野学校前バス停

最寄りの国道・県道
- 長崎県道212号富川渓線
- 国道34号 本野入口交差点

## 周辺
- もとの保育園
- 本野郵便局
- 諫早市役所本野出張所・本野ふれあい会館
- 諫早警察署本野警察官駐在所
- JAながさき県央諫早北支店・Aコープ本野店
- 年神社
- 明教寺
- 明教保育園

## 関連事項
- 長崎県小学校一覧